# The Happy Dustmen Play Golf
The Happy Dustmen Play Golf è un cortometraggio muto del 1914 diretto da W.P. Kellino.

## Trama
Le disavventure degli spazzini in un campo da golf.

## Produzione
Il film fu prodotto dalla Vaudefilms.

## Distribuzione
Distribuito dall'A & C, il film - un cortometraggio di 126 metri - uscì nelle sale cinematografiche britanniche nell'agosto 1914.